# HMGB1
Le HMGB1 (pour « high–mobility group box 1 ») est une protéine constitutive de la chromatine qui , en se liant de manière transitoire à l'ADN, le courbe de manière réversible. Il facilite la formation des nucléosomes, contribue à la liaison des protéines, y compris des facteurs de transcription qui déforment l'ADN lors de la liaison, et participe à la transcription, à la réplication et à la réparation de l'ADN . Elle fait partie de la famille des HMG.
HMGB1 est exprimé de manière constitutive dans presque tous les types de cellules et, peut agir comme un motif moléculaire associé aux dégâts, il est libéré passivement après la mort cellulaire traumatique ou par une mort cellulaire régulée comme la ferroptose (mais pas par apoptose) et est sécrété lors d'un stress sévère ,.
Son gène est le HMGB1 situé sur le chromosome 13 humain. 

## Rôles

### Dans des conditions pathologiques
Sa fixation sur la chromatine dépend de l'état d'acétylation des histones. L'HMGB1 défixée est relarguée dans le milieu extracellulaire signalant le danger pour les cellules environnantes, déclenche une inflammation et active l'immunité innée et adaptative en interagissant avec plusieurs récepteurs :
- le récepteur RAGE[8], et jouant alors le rôle de cytokine[9].
- HMGB1 se lie également aux TLR. En complexe avec les CpG-ODN, HMGB1 se lie à TLR9 et améliore la production de cytokines dans les cellules dendritiques plasmacytoïdes [10]. Lorsque HMGB1 est lié aux nucléosomes, il active les macrophages et les cellules dendritiques via TLR2 [11].

### Dans des conditions physiologiques
Il régule l'autophagie par l'intermédiaire de la protéine Beclin1, protégeant l'intégrité de cette dernière ainsi que de l'ATG5 de la dégradation par la calpaïne.
C'est aussi une protéine impliquée dans la tolérance immunitaire. En effet, l'activation de l'apoptose par la voie des caspases permet le relargage du cytochrome c et  une perméabilisation de la membrane externe de la mitochondrie. Il y a alors activation des caspases 3 et 7 et clivage de la protéine p75 (composante de la chaîne respiratoire du complexe I). Cette dernière va provoquer une forte libération de ROS (reactive oxygen species) qui vont permettre l'oxydation de la protéine HMGB1. Ce faisant, HMGB1 perd sa capacité d'immunostimulateur. On sait que c'est l'oxydation de la C106 précisément qui est suffisante et nécessaire pour l’empêcher d’être fonctionnelle.

## En médecine
Le taux de la protéine est augmenté dans plusieurs maladies inflammatoires, polyarthrite rhumatoïde, lupus érythémateux disséminé, myosite. Elle pourrait être une cible pour de futurs traitements.
L'excrétion fécale de cette protéine est augmentée dans certaines maladies coliques inflammatoires.